# Gante-Wevelgem 2019
La 81.ª edición de la clásica ciclista Gante-Wevelgem (nombre oficial en inglés: Gent-Wevelgem in Flanders Fields) fue una carrera en Bélgica que se celebró el 31 de marzo de 2019 con inicio en la ciudad de Deinze y final en la ciudad de Wevelgem sobre un recorrido de 251,1 kilómetros.
La carrera hizo parte del UCI WorldTour 2019, calendario ciclístico de máximo nivel mundial, siendo la decimosegunda carrera de dicho circuito. El vencedor final fue el noruego Alexander Kristoff del UAE Emirates seguido del alemán John Degenkolb del Trek-Segafredo y el belga Oliver Naesen del AG2R La Mondiale.

## Recorrido
La Gante-Wevelgem dispuso de un recorrido total de 251,1 kilómetros con 10 cotas, igual que la edición anterior, sin embargo, manteniendo su mismo recorrido, esta carrera formaba parte del calendario de clásicas de adoquines donde los primeros 140 km no tienen mucha dificultad. Los últimos 100 km concentraron 10 subidas, donde se destacaba los muros del Baneberg y el Kemmelberg, antes de dirigirse a la meta en Wevelgem en un curso completamente plana.
| Número | Nombre                   | Km    |
| ------ | ------------------------ | ----- |
| 1      | Catsberg                 | 137,8 |
| 2      | Kokereelberg             | 141,4 |
| 3      | Vert Mont                | 143,7 |
| 4      | Côte du Ravel Put        | 145,9 |
| 5      | Côte de la Blanchisserie | 151,1 |
| 6      | Baneberg                 | 168,8 |
| 7      | Kemmelberg               | 176,8 |
| 8      | Monteberg                | 180,8 |
| 9      | Baneberg                 | 212,6 |
| 10     | Kemmelberg               | 217,2 |

## Equipos participantes
Tomaron parte en la carrera 25 equipos: 18 de categoría UCI WorldTeam; y 7 de categoría Profesional Continental. Formando así un pelotón de 175 ciclistas de los que acabaron 78. Los equipos participantes fueron:
| WorldTeams (18)- Bora-hansgrohe - Deceuninck-Quick Step - Lotto Soudal - AG2R La Mondiale - Astana - Bahrain-Merida - CCC Team - EF Education First - Groupama-FDJ - Mitchelton-Scott - Movistar Team - Dimension Data - Team Jumbo-Visma - Katusha-Alpecin - Sky - Team Sunweb - Trek-Segafredo - UAE Team Emirates Equipos continentales profesionales (7)- Corendon-Circus - Wanty-Groupe Gobert - Sport Vlaanderen-Baloise - Wallonie Bruxelles - Cofidis, Solutions Crédits - Direct Énergie - Roompot-Charles |
| |

## Clasificaciones finales
- Las clasificaciones finalizaron de la siguiente forma:[5]

### Clasificación general
| \| Clasificación general \| Clasificación general \| Clasificación general \| Clasificación general \| Clasificación general \| \| Ciclista \| Ciclista \| Equipo \| Tiempo \| \| \| --------------------- \| --------------------- \| --------------------- \| --------------------- \| --------------------- \| \| 1.º \| Alexander Kristoff \| UAE Team Emirates \| 5 h 26 min 04 s \| \| \| 2.º \| John Degenkolb \| Trek-Segafredo \| + 0 s \| \| \| 3.º \| Oliver Naesen \| AG2R La Mondiale \| + 0 s \| \| \| 4.º \| Mathieu van der Poel \| Corendon-Circus \| + 0 s \| \| \| 5.º \| Danny van Poppel \| Team Jumbo-Visma \| + 0 s \| \| \| 6.º \| Adrien Petit \| Direct Énergie \| + 0 s \| \| \| 7.º \| Matteo Trentin \| Mitchelton-Scott \| + 0 s \| \| \| 8.º \| Rüdiger Selig \| Bora-Hansgrohe \| + 0 s \| \| \| 9.º \| Matej Mohorič \| Bahrain-Merida \| + 0 s \| \| \| 10.º \| Jens Debusschere \| Katusha-Alpecin \| + 0 s \| \| |                      |                   |                 |
| |                      |                   |                 |
| Fuente: ProCyclingStats |                      |                   |                 |
| Clasificación general |                      |                   |                 |
| Ciclista | Ciclista             | Equipo            | Tiempo          |
| 1.º | Alexander Kristoff   | UAE Team Emirates | 5 h 26 min 04 s |
| 2.º | John Degenkolb       | Trek-Segafredo    | + 0 s           |
| 3.º | Oliver Naesen        | AG2R La Mondiale  | + 0 s           |
| 4.º | Mathieu van der Poel | Corendon-Circus   | + 0 s           |
| 5.º | Danny van Poppel     | Team Jumbo-Visma  | + 0 s           |
| 6.º | Adrien Petit         | Direct Énergie    | + 0 s           |
| 7.º | Matteo Trentin       | Mitchelton-Scott  | + 0 s           |
| 8.º | Rüdiger Selig        | Bora-Hansgrohe    | + 0 s           |
| 9.º | Matej Mohorič        | Bahrain-Merida    | + 0 s           |
| 10.º | Jens Debusschere     | Katusha-Alpecin   | + 0 s           |

## Ciclistas participantes y posiciones finales
Convenciones:
- AB-N: Abandono en la carrera
- FLT-N: Retiro por llegada fuera del límite de tiempo en la carrera
- NTS-N: No tomó la salida para la carrera
- DES-N: Descalificado o expulsado en la carrera

## UCI World Ranking
La Gante-Wevelgem otorgó puntos para el UCI World Ranking para corredores de los equipos en las categorías UCI WorldTeam, Profesional Continental y Equipos Continentales. Las siguientes tablas son el baremo de puntuación y los 10 corredores que obtuvieron más puntos:
| Posición              | 1.º | 2.º | 3.º | 4.º | 5.º | 6.º | 7.º | 8.º | 9.º | 10.º | 11.º | 12.º | 13.º | 14.º | 15.º | 16.º-20.º | 21.º-30.º | 31.º-50.º | 51.º-55.º | 56.º-60.º |
| Clasificación general | 500 | 400 | 325 | 275 | 225 | 175 | 150 | 125 | 100 | 85   | 70   | 60   | 50   | 40   | 35   | 30        | 20        | 10        | 5         | 3         |

| Clasificación |                      |                  |        |
| Ciclista      | Ciclista             | Equipo           | Puntos |
| ------------- | -------------------- | ---------------- | ------ |
| 1.º           | Alexander Kristoff   | UAE Emirates     | 500    |
| 2.º           | John Degenkolb       | Trek-Segafredo   | 400    |
| 3.º           | Oliver Naesen        | AG2R La Mondiale | 325    |
| 4.º           | Mathieu van der Poel | Corendon-Circus  | 275    |
| 5.º           | Danny van Poppel     | Jumbo-Visma      | 225    |
| 6.º           | Adrien Petit         | Direct Énergie   | 175    |
| 7.º           | Matteo Trentin       | Mitchelton-Scott | 150    |
| 8.º           | Rüdiger Selig        | Bora-Hansgrohe   | 125    |
| 9.º           | Matej Mohorič        | Bahrain Merida   | 100    |
| 10.º          | Jens Debusschere     | Katusha-Alpecin  | 85     |